# Maello
Maello  és un municipi de la província d'Àvila, a la comunitat autònoma de Castella i Lleó. Està format per les unitats de Coto de Puenteviejo, Dehesa de Pancorbo, La Fontanilla, El Monte, Pinar De Puenteviejo i Prado Encinas.